# بید خاکستری بزرگ
بید خاکستری بزرگ (نام علمی: Salix cinerea) نام یک گونه از سرده بید است.